# 33. Waffen-Kavallerie-Division der SS
Il 33. Waffen-Kavallerie-Division der SS (ungarische Nr. 3) fu formata da volontari ungheresi nel dicembre 1944.
Insieme alla 26. Waffen-Grenadier-Division der SS (2^ ungherese) fu distrutta nella battaglia di Budapest.
Il numero 33 verrà poi assegnata alla divisione SS di volontari francesi Charlemagne.

## Comandante
- SS-Oberführer László Deák (27 dicembre 1944 – 23 gennaio 1945).